# コントロールエリア

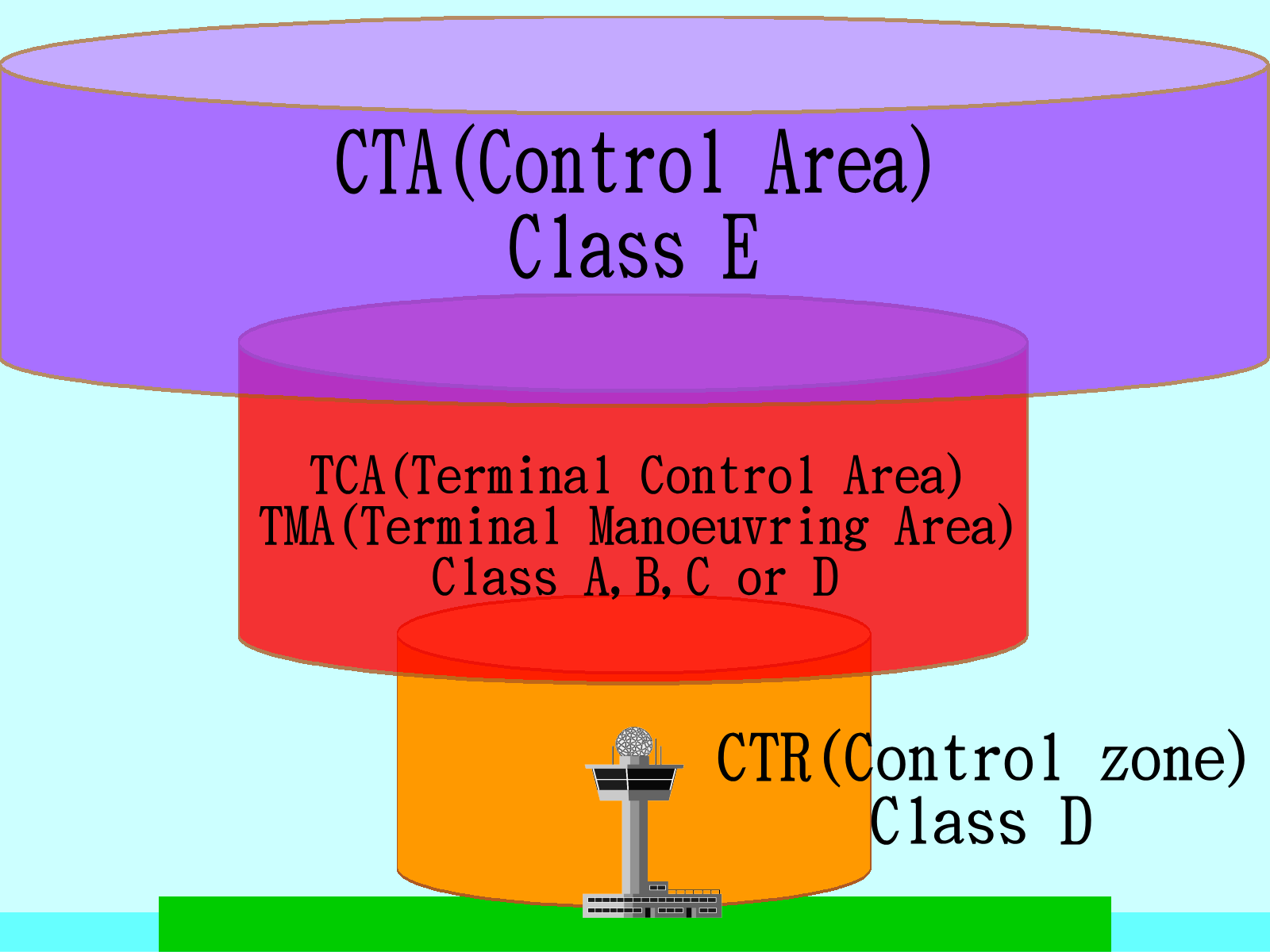
管制区域と空域クラスの概略図（※国によって空域とクラスは異なる）

コントロールエリア（英語: Control area (CTA)）は、空港の近くに存在する管制空域の区域で、指定された下位レベルと指定された上位レベルがある。

## 概説
通常、コントロールゾーン（CTR）の上にあり、下位レベルのコントロールゾーンを最寄りの航空路に誘導することにより、空港から上昇する航空機を保護する。イギリスでは、それらは一般的にクラスA、D、またはEである。
コントロールエリアは、混雑した空港が近くにある場合に特に役立つ。この場合、単一のCTAが個々の空港のすべてのCTRに適用される。大規模な場合、これはターミナル・マニューバリング・エリア（TMA）として知られている。
- CTAは、次の方法で形成される[1]。
  - 混雑する空港周辺の制御された交通を収容するのに十分なサイズのターミナルコントロールエリア(TMA)
  - 航空路の相互接続
  - 飛行計画の目的で特定のATSルートが定義され、秩序ある交通網の編成を提供するエリアタイプの制御エリア
  - 海洋空域の場合、特定の交通網に対応する1つまたは複数のルート構造を確立した制御エリア